# Deichschart

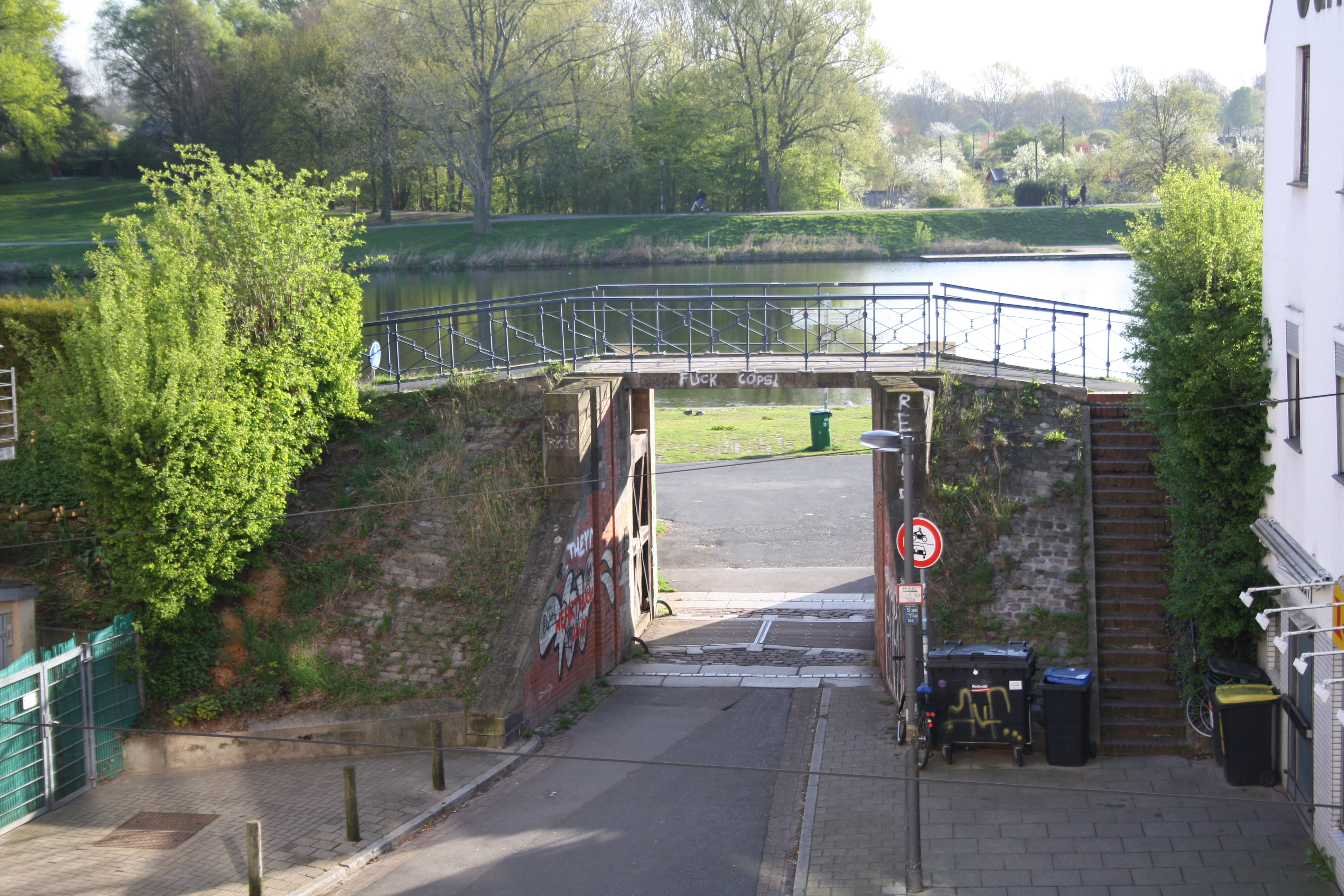
Buntentorsdeichschart in Bremen mit Drehflügeltor

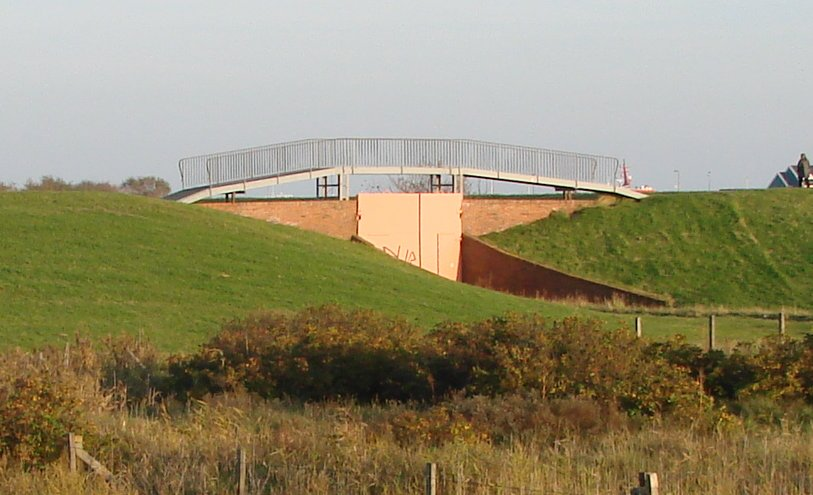
Geschlossenes Deichschart-Tor der Spiekerooger Inselbahn

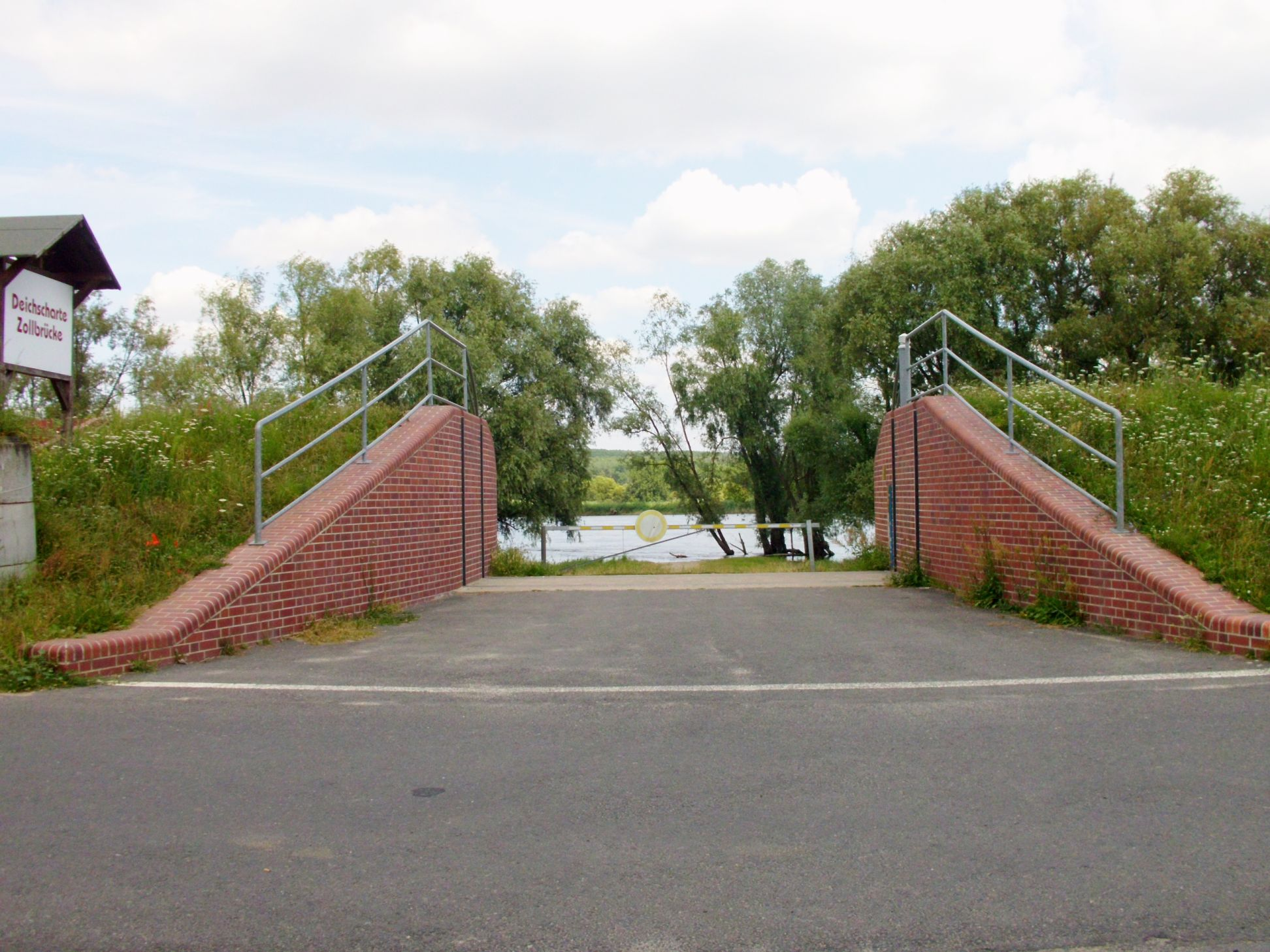
Deichscharte Zollbrücke an der Oder

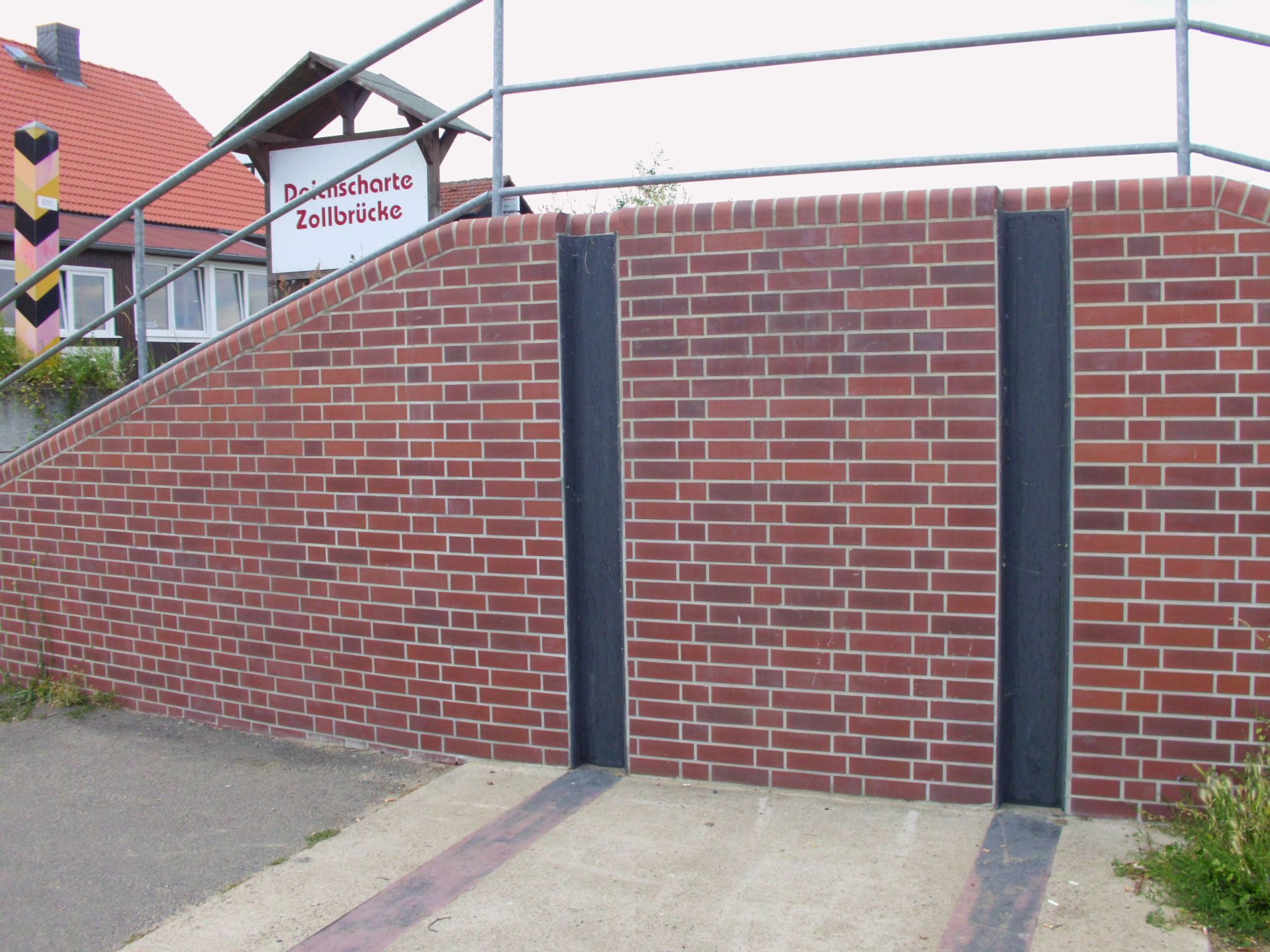
Führungsschienen zum Verschließen der Deichscharte Zollbrücke an der Oder

Deichschart oder Deichscharte ist eine verschließbare Durchfahrtsöffnung in einem Deichkörper, die auch als Stöpe oder Deichgatt bezeichnet wird. Die Öffnung kann über die volle Deichhöhe reichen oder in einer Vertiefung der Deichkrone liegen, um eine Straße, eine Eisenbahnstrecke oder einen sonstigen Verkehrsweg aufzunehmen. Deichscharte werden an den Stellen angelegt, die  man nicht mit einer Trift über die Deichkrone führen kann oder will. Diese Öffnungen werden durch Deichscharttore gesichert, die bei drohender Sturmflut geschlossen werden. So bildet der Deich kein Verkehrshindernis mehr, bewahrt aber seine Schutzfunktion für das Hinterland.

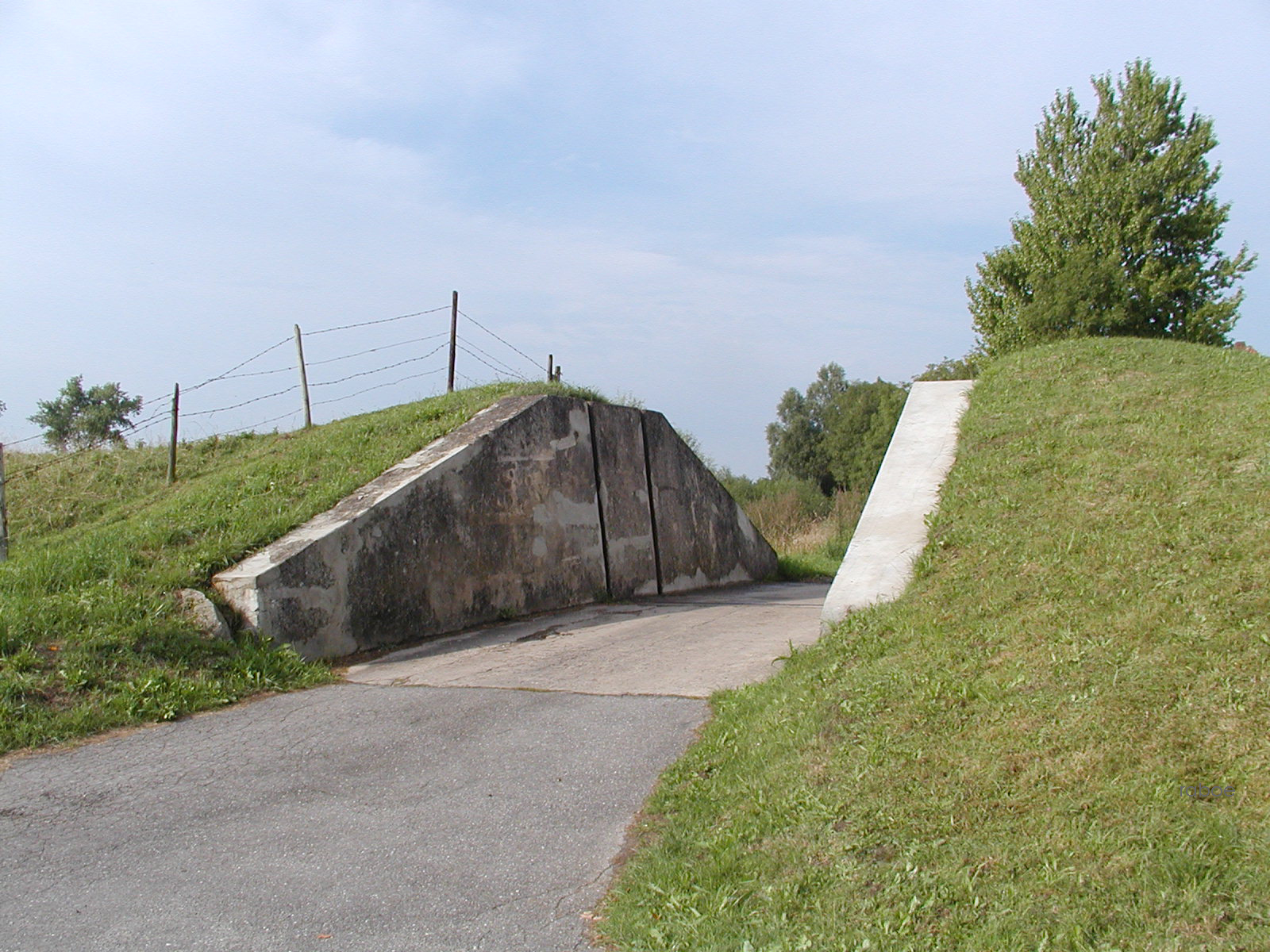
Stöpe

An neuralgischen Punkten, an denen häufig Hochwasser auftritt, müssen die Deichscharte einfach und schnell geschlossen werden können, in diesem Fall wird der Verschluss mit Drehflügeltoren ausgeführt.
Eher in der zweiten Deichlinie beziehungsweise bei selten auftretenden Hochwassern werden Deichscharte mit zwei Reihen von Holzbohlen geschlossen, die jeweils von oben in eine Nut in der Deichwand eingeführt werden. Zur Sicherung werden auch Sandsäcke zwischen den Bohlen oder davor aufgestapelt. Statt Sandsäcken wird auch manchmal Klei oder Mist eingefüllt. Oft kommen aber auch Dammbalken zum Einsatz, die aus Gewichtsgründen aus Aluminium sind. Damit sie bei hohem Wasserstand dicht halten, sind sie mit Nut und Feder sowie Gummidichtungen versehen. Die Verschlussmaterialien lagern in Verschlägen (Stöpenhäusern) nahe der Deichscharte, um den Aufwand des Antransports zu verringern. Das Verschließen wird von den Feuerwehren regelmäßig geübt. Häufig findet man Stöpen in Schlafdeichen, aber auch im Hafenbereich von Seedeichen.

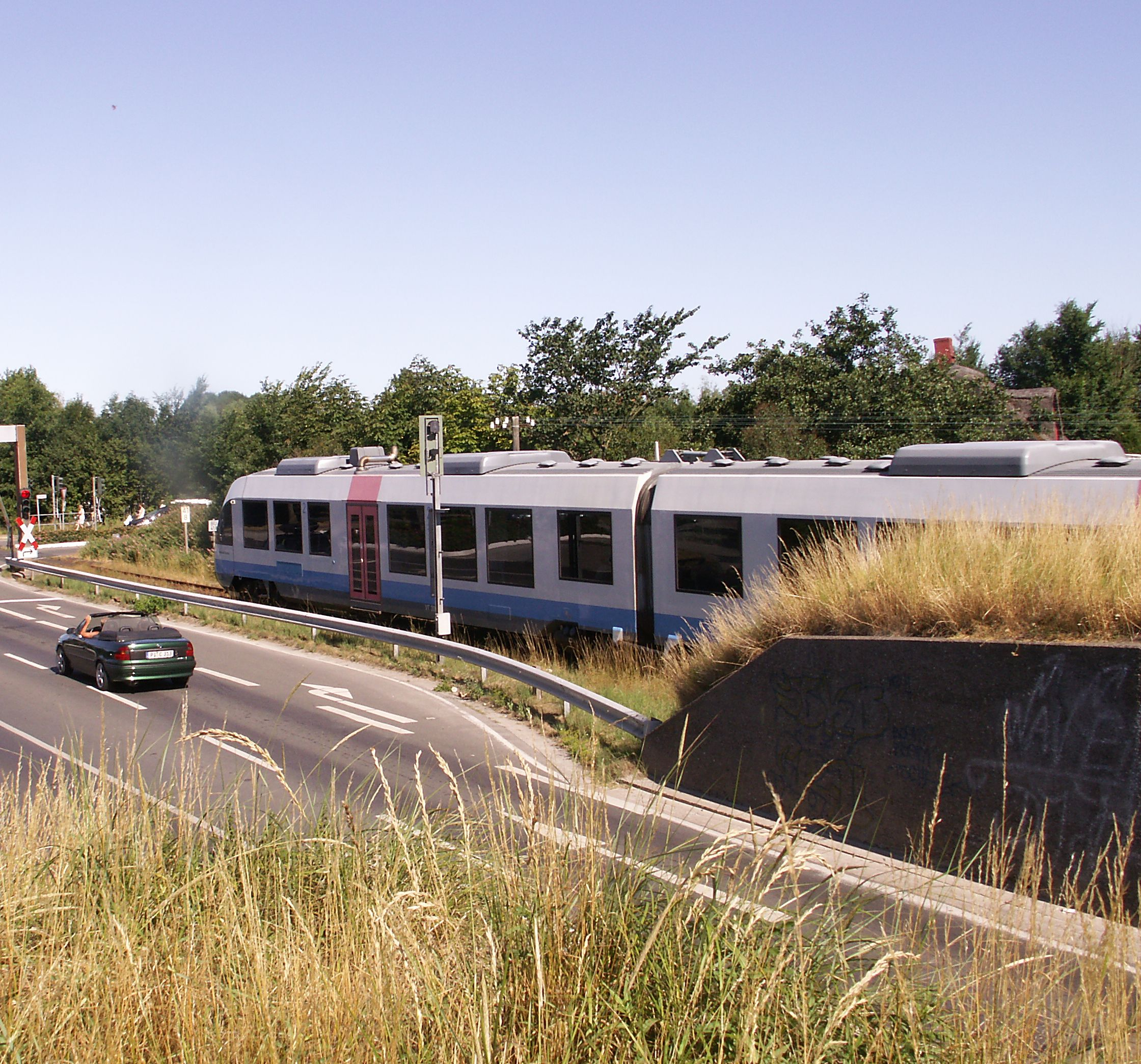
Stöpe an der Bahnstrecke Husum–Bad St. Peter-Ording.
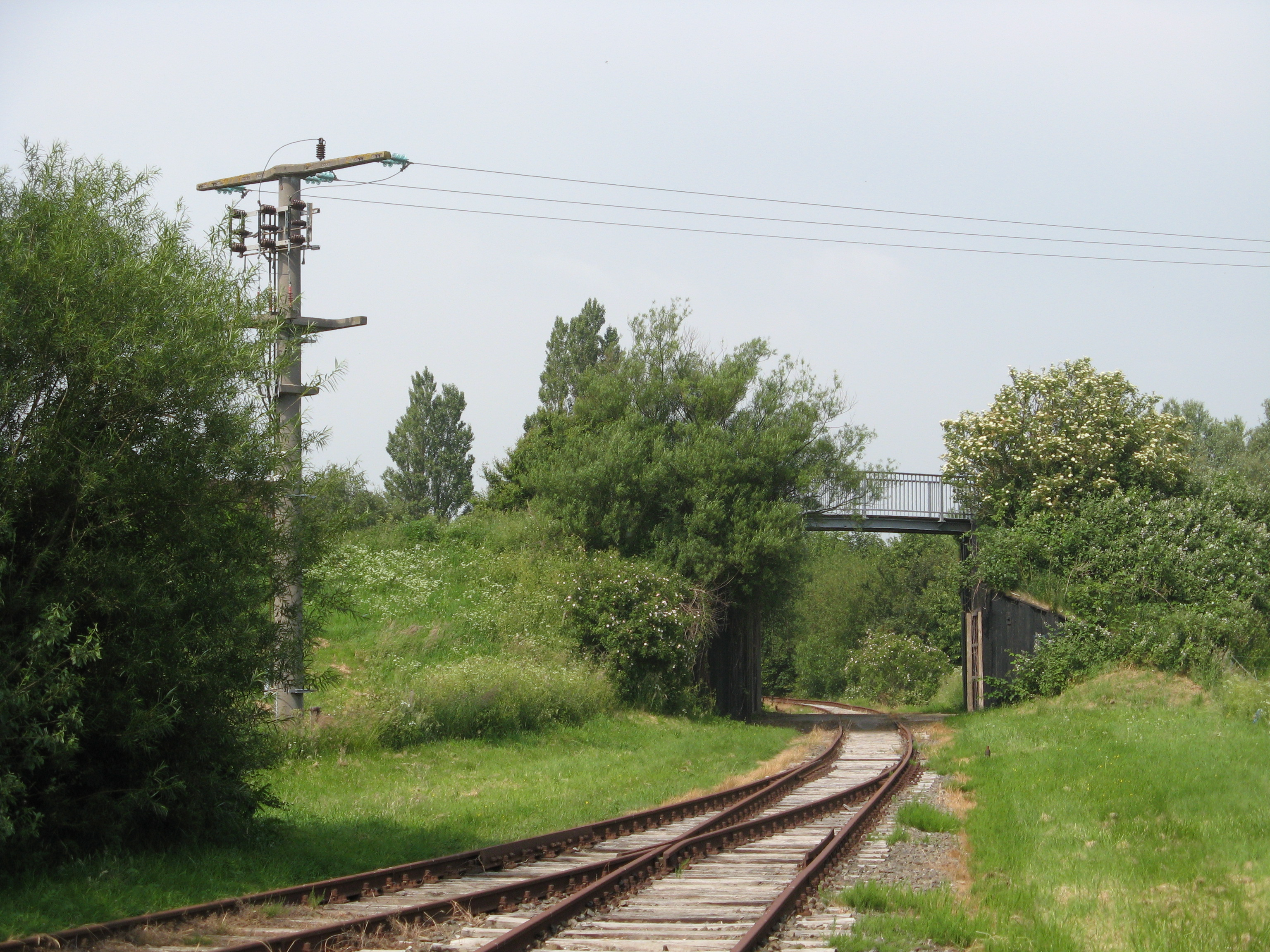
Stöpe an der Büsumer Hafenbahn.
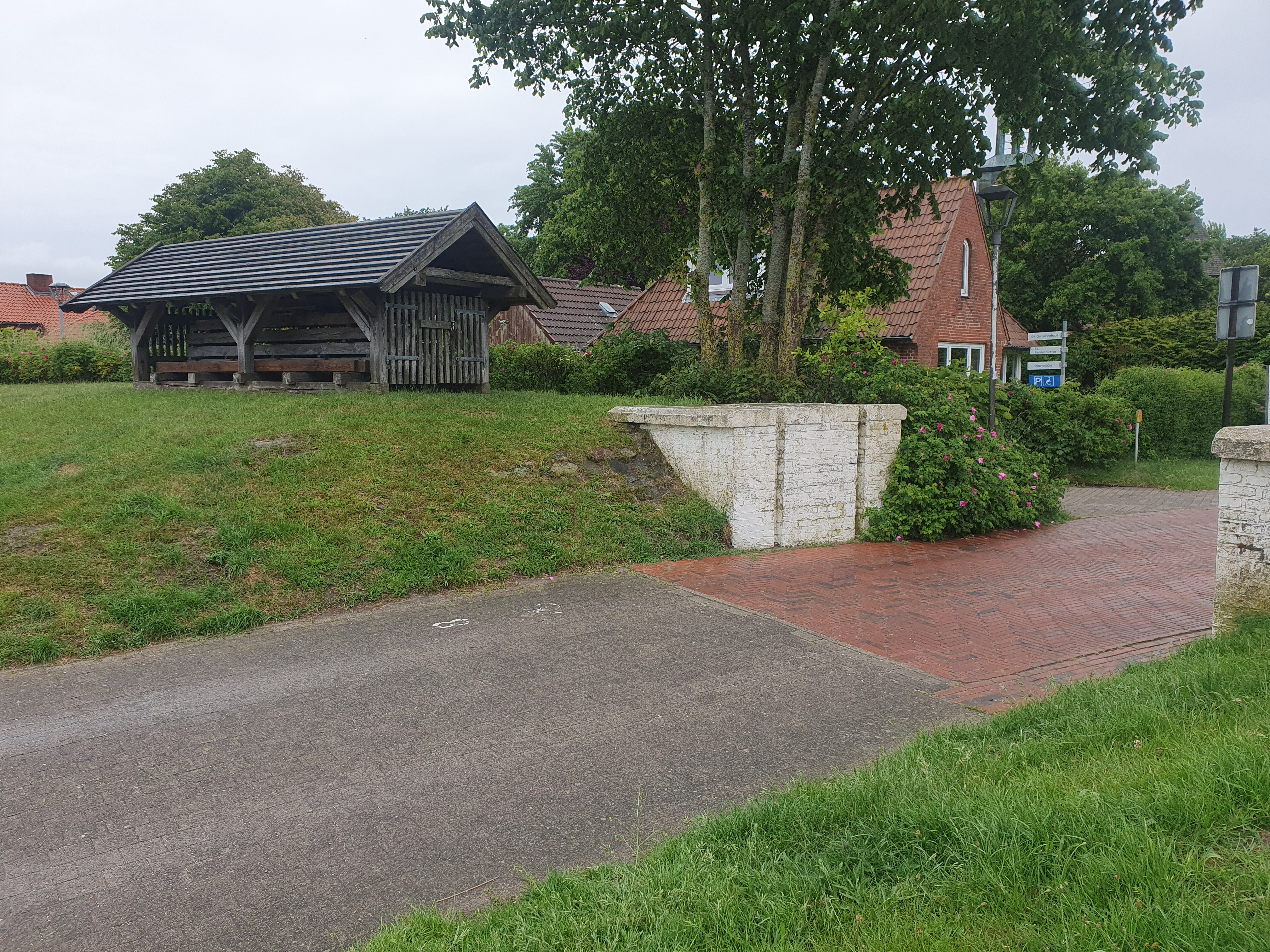
Stöpe mit Stöpenhaus in Sankt Peter-Ording
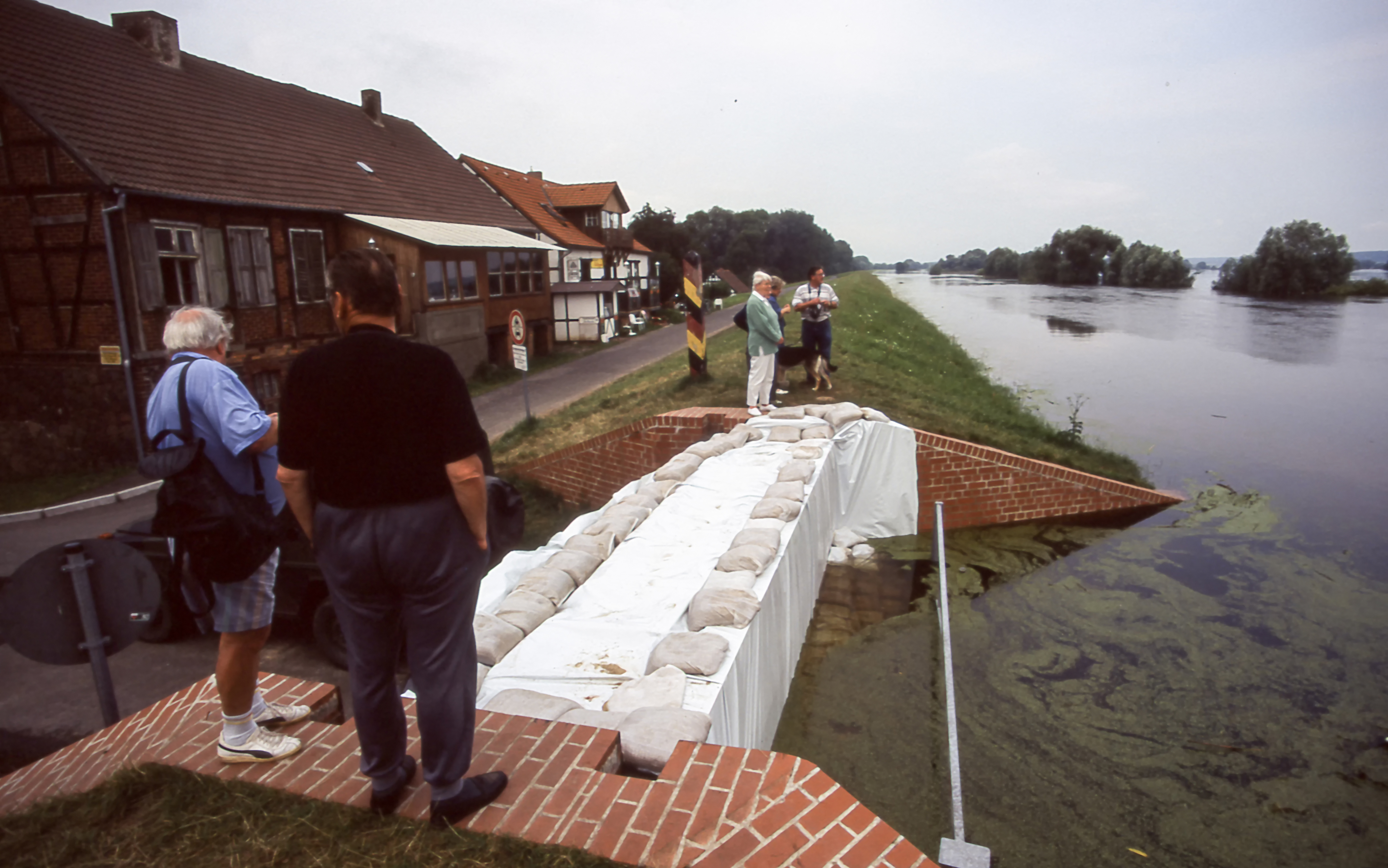
Oderhochwasser 1997: geschlossenes Deichschart Zollbrücke
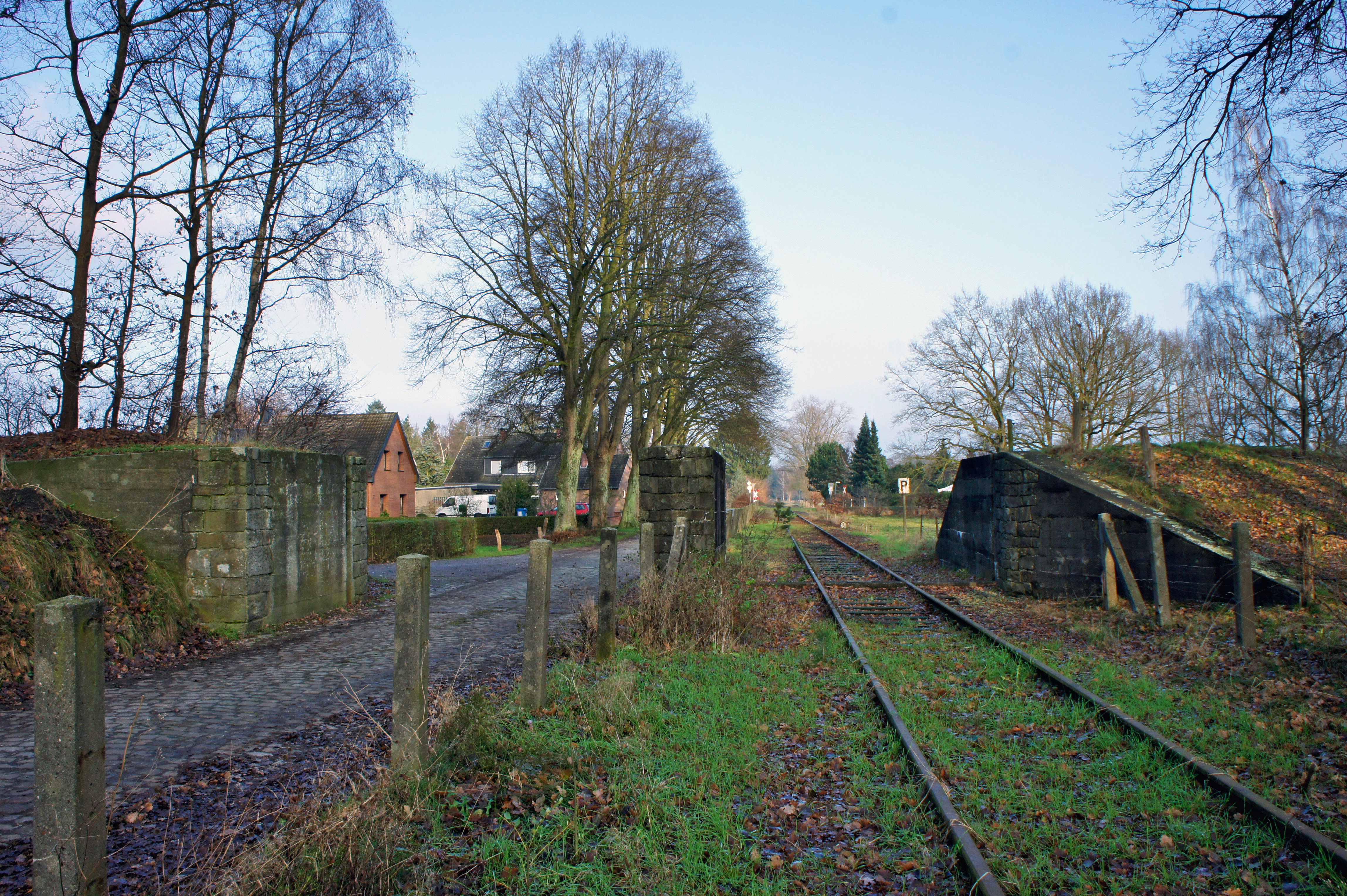
Deichschart an der ehemaligen Bahnstrecke Delmenhorst–Lemwerder